# Баузер (лик)
Баузер или краљ Купа је измишљени лик и главни антагонист Нинтендове Марио франшизе. У Јапану, лик носи титулу Даимао (大魔王, Велики краљ демона). У САД је овај лик у упутству за употребу прво назван „Баузер, краљ Купа” и „краљ чаробњака”. Баузер је лидер трке налик Купи на корњаче и био је Мариов архенемија од његовог првог појављивања, у видео-игри Супер Марио Брос. 1985. године.
Његови крајњи циљеви су отмица принцезе Пич, пораз Супер Мариа и освајање Краљевства Печурака. Од свог дебија, појавио се у готово свим Марио франшизним играма, обично служи као главни антагонист. Баузера је објавио Кени Џејмс. Поред уобичајених наступа у анимираним и видео играма, појављује се и у филму уживо из 1993. године, у којем га глуми Денис Хупер.
- Уметност Баузеровог обожавалца

## Баузер као костур
Када Марио лупи чекић у мост, Баузер падне у лаву. После се претвара у костура и постаје Суви Баузер, јер му је лава препекла кожу. Прво појављивање сувог Баузера јесте у игрици Њу Супер Марио Брос 2006. године. Другачији изглед свог обичног изгледа су ове ствари:
- Има тању косу.
- Има црвене зенице.
- Има црне очи.
- Већина његовог тела је бела (јер је костур).
- Има облик костура.
- Има црни оклоп са црвеним линијама.

### Делови тела Сувог Баузера
- Коса Сувог Баузера
- Оклоп Сувог Баузера
- Нога Сувог Баузера